# Антіф
Антіф (дав.-гр. Ἀντιφος) — персонаж давньогрецької міфології, син троянського царя Пріама і Гекаби. Мав численних братів і сестер.
Зі зведеним братом Ісосом на початку Троянської війни пас отару овець на горі Іда. Там їх взяв у полон Ахіллес, а через певний час повернув батькові взявши за них викуп. Вони через певний час взяли участь у битві троянців проти греків. Билися вони на одній колісниці, якою керував Ісос. Коли Антіф атакував Аякса Теламоніда і схрестив з ним списа, він помітив, що один з вояків Одіссея на ім'я Лейкос схилився над убитим ним троянцем і знімає з нього обладунки. Тоді він полишив поєдинок з Аяксом і вбив Лейкоса. На нього напав тоді Одіссей, але Антіф уникнув загибелі. Брати ринулися у вир битви, але їх атакував Агамемнон, який вбив Антіфа ударом, поціливши поза вуха, а Ісоса — ударом в груди, після чого забрав їхні обладунки. За іншою версією Антіфа вбив Сарпедон.